# Александар Димитријевић (глумац)
Александар Димитријевић (Ивањица,30. октобар 1993) српски је позоришни, филмски и телевизијски глумац, најпознатији по улози Дејана Шолевића "Шока" у серији Клан.

## Филмографија
| Год.     | Назив                   | Улога                   |
| -------- | ----------------------- | ----------------------- |
| 2010-е   |                         |                         |
| 2017.    | Повратак                | полицајац               |
| 2021.    | У загрљају Црне руке    | Пера Тодоровић          |
| 2020−22. | Клан                    | Дејан Шолевић "Шок"     |
| 2022.    | Бранилац                | Гвозден                 |
| 2022.    | Попадија                | Чеда                    |
| 2023.    | Убице мог оца           | Цветин Радосављевић     |
| 2024.    | Време смрти (ТВ серија) | Александар Карађорђевић |
| 2024.    | Фруст                   | Керим                   |
| 2024.    | Beneath the Houses      | Дарио                   |

## Спољашњи извори
- Александар Димитријевић на веб-сајту  (језик: енглески)